# آخرین مرد روی زمین (فیلم ۱۹۶۴)
آخرین مرد روی زمین (به انگلیسی: The Last Man on Earth) فیلمی محصول سال ۱۹۶۴ و به کارگردانی سیدنی سالکو و اوبالدو بی. راگونا است. در این فیلم بازیگرانی همچون وینسنت پرایس، فرانکا بتوئیا، اما دانیلی و جاکومو روسی استوارت ایفای نقش کرده‌اند.